# Badminton-Jugendeuropameisterschaft 2017
Die Badminton-Jugendeuropameisterschaft 2017 für Sportler der Altersklasse U17 fand vom 25. bis zum 29. November 2017 in Prag statt.

## Sieger und Platzierte
| Disziplin    | Gold | Silber | Bronze |
| ------------ | --- | --- | --- |
| Herreneinzel | Georgii Karpov | Magnus Johannesen | Georgii Lebedev |
| Herreneinzel | Georgii Karpov | Magnus Johannesen | Tomás Toledano |
| Dameneinzel  | Sophia Grundtvig | Anastasiia Pustinskaia | Zehra Erdem |
| Dameneinzel  | Sophia Grundtvig | Anastasiia Pustinskaia | Vivien Sándorházi |
| Herrendoppel | Kenji Lovang Christo Popov | David Hong Ethan van Leeuwen | Jacob Ekman Joel Hansson |
| Herrendoppel | Kenji Lovang Christo Popov | David Hong Ethan van Leeuwen | Rory Easton Harry Huang |
| Damendoppel  | Bengisu Erçetin Zehra Erdem | Christine Busch Amalie Schulz | Emma Moszczynski Jule Petrikowski |
| Damendoppel  | Bengisu Erçetin Zehra Erdem | Christine Busch Amalie Schulz | Edith Urell Cecilia Wang |
| Mixed        | Rory Easton Hope Warner | Sebastian Grønbjerg Clara Graversen | Matthias Kicklitz Emma Moszczynski |
| Mixed        | Rory Easton Hope Warner | Sebastian Grønbjerg Clara Graversen | Adam Pringle Rachel Andrew |
| Teams        | Dänemark (Rasmus Espersen Franck Prasz, Sebastian Grønbjerg, Magnus Johannesen, Axel Henrik Parkhøi, Oscar Sunekær, Mads Vestergaard, Nicolaj Wolf, Christine Busch, Clara Graversen, Sophia Grundtvig, Amalie Cecilie Kudsk, Frederikke Lund, Amalie Schulz) | Türkei (Semih Baha Basakin, Semih Gülmez, Hasan Berkay Günbaz, Yunus Emre Karakaş, Sezgin Kelebek, Efekan Sarsilmaz, Tayfun Taşdemir, Serkan Ugurlu, Faruk Mehmet Yilmaz, Zeynep Akdeniz, Ece Sare Basakin, Yasemen Bektaş, Bengisu Erçetin, Zehra Erdem, Bahar Yavru, Naime Yilmaz) | England (Rory Easton, David Hong, Harry Huang, Ethan van Leeuwen, Asmita Chaudhari, Abbygael Harris, Annie Lado, Pamela Reyes, Hope Warner) |
| Teams        | Dänemark (Rasmus Espersen Franck Prasz, Sebastian Grønbjerg, Magnus Johannesen, Axel Henrik Parkhøi, Oscar Sunekær, Mads Vestergaard, Nicolaj Wolf, Christine Busch, Clara Graversen, Sophia Grundtvig, Amalie Cecilie Kudsk, Frederikke Lund, Amalie Schulz) | Türkei (Semih Baha Basakin, Semih Gülmez, Hasan Berkay Günbaz, Yunus Emre Karakaş, Sezgin Kelebek, Efekan Sarsilmaz, Tayfun Taşdemir, Serkan Ugurlu, Faruk Mehmet Yilmaz, Zeynep Akdeniz, Ece Sare Basakin, Yasemen Bektaş, Bengisu Erçetin, Zehra Erdem, Bahar Yavru, Naime Yilmaz) | Schottland (Joshua Apiliga, Alastair Campbell, Josh Mckay, Adam Pringle, Rachel Andrew, Rachel Cameron, Alice Campbell, Rachel Sugden)      |